# Sapor II Amatúnio
Sapor II Amatúnio (em latim: Sapor; em persa médio: 𐭱𐭧𐭯𐭥𐭧𐭥𐭩; romaniz.: Šābūhr; em armênio: Շապուհ; romaniz.: Šapuh) foi um nobre armênio (nacarar), membro da família Amatúnio, ativo no século VIII. 

## Nome
O nome Xapur (Šapur) combina as palavras šāh (rei) pūr (filho), significando literalmente "filho do rei". Seu nome foi utilizado por vários reis e notáveis durante o Império Sassânida e além e deriva do persa antigo Quexaiatia.putra (*xšayaθiya.puθra). Pode ter sido um título, mas ao menos desde as últimas décadas do século II tornou-se um nome próprio. Foi registrado em parta (𐭔𐭇𐭉𐭐𐭅𐭇𐭓, šḥypwḥr) e persa médio (𐭱𐭧𐭯𐭥𐭧𐭥𐭩, šhpwr-y) como Xapur, em pálavi maniqueísta como Xabur (em parta: 𐫢𐫀𐫁𐫇𐫍𐫡, Š’bwhr), no livro pálavi como Xapur (šhpwhl), em armênio como Xapu (Շապուհ, Šapuh) e Xapur (Շապուրհ, Šapurh), em siríaco como Xabor (ܫܒܘܪ, Šāḇōr), em sogdiano como Xapur (š’p(‘)wr), em grego como Sapores (Σαπώρης, Sapṓrēs), Sabur (Σαβούρ, Saboúr) e Sabor (Σαβόρ, Sabór), em latim como Sapores e Sapor, em árabe como Assabur (الصبور, al-Sābūr) e em persa novo como Xapur (شاپور / شاه پور, Šāpur / Šāhpur), Xafur (شاهفور, Šahfur), etc.

## Vida
As origens de Sapor são desconhecidas, exceto que pertencia à família Amatúnio. Em 791, migrou ao Império Bizantino do imperador Constantino VI (r. 776–797) com seu filho Hamã e outros 12 mil seguidores.